# Saint-Christaud (Gers)
Saint-Christaud è un comune francese di 78 abitanti situato nel dipartimento del Gers nella regione dell'Occitania.

## Società

### Evoluzione demografica
Abitanti censiti